# Estación de Bentak
Bentak es una estación ferroviaria situada en el oeste del municipio español de Irún (Guipúzcoa), que pertenece a la empresa pública Euskal Trenbide Sarea, dependiente del Gobierno Vasco. Da servicio a la línea del metro de San Sebastián del operador Euskotren Trena, denominada popularmente el Topo.
Dispone de una conexión con el apeadero de Adif de Ventas de Irún, donde efectúan parada los trenes de cercanías de Renfe hacia las comarcas de San Sebastián, Tolosaldea y Goyerri.

## Accesos
- Avenida de Elizatxo, 72
- Paseo Andrearriaga, 7